# HMS Vampire (P72)
Pour les autres navires du même nom, voir HMS Vampire.
Le HMS Vampire (pennant number : P72) est un sous-marin de Classe V de la Royal Navy. Il fut construit par Vickers-Armstrongs à Barrow-in-Furness. Il est lancé le 20 juillet 1943 et mis en service le 13 novembre 1943. Son nom Vampire a la même signification qu'en français. Et de fait, son insigne représentait la célèbre chauve-souris aux ailes membraneuses à demi déployées.
Le sous-marin a opéré pendant les dernières étapes de la Seconde Guerre mondiale, et a gagné l’honneur de bataille « Mer Égée 1944 ». Après la guerre, le sous-marin a été mis hors service en septembre 1945 et a été démantelé pour la ferraille à Gateshead en mars 1950.